# Oreophryne albopunctata
Espèce
Synonymes
- Sphenophryne albopunctata Van Kampen, 1909

Statut de conservation UICN

 DD  : Données insuffisantes
Oreophryne albopunctata est une espèce d'amphibiens de la famille des Microhylidae.

## Répartition
Cette espèce est endémique de la province indonésienne de Papouasie en Nouvelle-Guinée occidentale. Elle n'est connue que par l'unique spécimen collecté sur la rivière Lorentz, dans le kabupaten de Merauke, à environ 150 m d'altitude,.

## Publication originale
- Van Kampen, 1909 : Die Amphibienfauna von Neu-Guinea, nach der Ausbeute der niederlänischen Süd-Neu-Guinea Expeditionen von 1904-1905 und 1907. Nova Guinea, vol. 9, p. 31-49 (texte intégral).